# 情不自禁 (專輯)
《情不自禁》是台灣歌手薛岳發行第四張國語專輯。

## 專輯介紹
主打歌《情不自禁》薛岳與詩人李格弟合作，之後與李亞明合辦《燃燒的誘惑演唱會》。

## 曲目
1. 你在煩惱些什麼？親愛的
2. 補習街
3. 燃燒
4. 困惑
5. 情不自禁
6. 日子才會比較好過
7. 真實的旅程
8. 不情不願
9. 故事

## 外部連結
- . Hit Fm. 台北之音.   [2025-06-04].